# 白朗寧武器公司
布朗寧武器公司（英語：Browning Arms Company），原稱約翰·摩西與馬修·山戴夫·布朗寧公司（John Moses and Matthew Sandifer Browning Company）。是槍械與漁具的製造商。創立於美國奧格登，此公司供應了多樣化的槍械，例如手槍、來福槍與散彈槍。其他的商品有運動用弓、小刀、釣魚竿、捲線器。